# José Leandro Andrade
José Leandro Andrade Quiroz (Salto, Uruguay, 22 de noviembre de 1901-Montevideo, 5 de octubre de 1957) fue un futbolista y medallista olímpico uruguayo. Ganó con la Selección de Fútbol de Uruguay los Juegos Olímpicos de 1924 y 1928, la Copa Mundial de Fútbol de 1930 y tres veces la Copa América. En 1924, durante las Olimpiadas, obtuvo el apodo de "La maravilla negra".

## Biografía

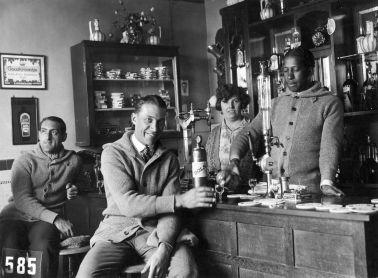
José Leandro Andrade (detrás de la barra del bar) sirviendo una copa a sus compañeros de equipo durante los JJ. OO. de Ámsterdam en 1928.

Nació en Salto de padre uruguayo y madre argentina.
Cerebro de los equipos uruguayos campeones de los juegos olímpicos de 1924 en París, y 1928 en Ámsterdam. Jugó en la Copa Mundial de 1930 a los 29 años, lejos de su mejor forma, más bien lo suficiente para ayudar a la celeste a conquistar el título mundial. 
Alcanzando la gloria deportiva durante los Juegos Olímpicos de 1924 pasó de Bella Vista a Nacional, donde jugó desde 1924 hasta 1930, siendo figura descollante de la Gira europea de 1925 y la gira por Norteamérica de 1927, obteniendo el Campeonato Uruguayo de 1924. Después del Mundial de 1930 pasó a Peñarol donde jugó hasta 1935, obteniendo el primer certamen Uruguayo del Profesionalismo en 1932 y también el título de 1935. 
Luego jugó en Argentina, en Atlanta, en Argentinos Juniors y en Talleres de Remedios de Escalada, retirándose definitivamente de la práctica deportiva jugando por el Montevideo Wanderers.
Fue un entusiasta del carnaval y tocaba violín y tamboril en la vida nocturna montevideana. Llegó incluso a bailar el tango con la famosa Joséphine Baker en su estadía en París.
Murió muy pobre y ciego en el asilo Piñeyro del Campo, casi olvidado por todos, a los 55 años de edad. Su sobrino, Víctor Rodríguez Andrade fue campeón mundial con Uruguay en el año 1950.

## Selección nacional
Fue internacional con la Selección de Uruguay en 33 oportunidades marcando un gol.

### Participaciones en Copas del Mundo
| Mundial           | Sede    | Resultado | Partidos | Goles |
| ----------------- | ------- | --------- | -------- | ----- |
| Copa Mundial 1930 | Uruguay | Campeón   | 4        | 0     |

### Participaciones en Juegos Olímpicos

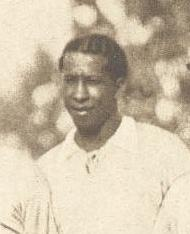
José Leandro Andrade en 1926, defendiendo a la Selección de Uruguay en el Sudamericano de Selecciones de aquel año.

| Juegos                | Sede      | Resultado | Partidos | Goles |
| --------------------- | --------- | --------- | -------- | ----- |
| Juegos Olímpicos 1924 | París     | Campeón   | 5        | 0     |
| Juegos Olímpicos 1928 | Ámsterdam | Campeón   | 4        | 0     |

### Participaciones en Copa América
| Copa              | Sede      | Resultado  | Partidos | Goles |
| ----------------- | --------- | ---------- | -------- | ----- |
| Copa América 1923 | Uruguay   | Campeón    | 3        | 0     |
| Copa América 1924 | Uruguay   | Campeón    | 0        | 0     |
| Copa América 1926 | Chile     | Campeón    | 3        | 0     |
| Copa América 1927 | Perú      | Subcampeón | 3        | 0     |
| Copa América 1929 | Argentina | 3° puesto  | 2        | 1     |

## Clubes
| Club               | País      | Año       |
| ------------------ | --------- | --------- |
| Bella Vista        | Uruguay   | 1921–1923 |
| Nacional           | Uruguay   | 1924–1930 |
| Peñarol            | Uruguay   | 1931–1935 |
| Atlanta            | Argentina | 1933      |
| Talleres (RdE)     | Argentina | 1933-1934 |
| Argentinos Juniors | Argentina | 1935-1936 |
| Wanderers          | Uruguay   | 1936      |

## Palmarés
| Títulos                                                            | Club     | País         | Año  |
| Copa América                                                       | Uruguay  | 🇺🇾 Uruguay   | 1923 |
| Juegos Olímpicos                                                   | Uruguay  | 🇨🇵 París     | 1924 |
| Copa América                                                       | Uruguay  | 🇺🇾 Uruguay   | 1924 |
| Copa América                                                       | Uruguay  | 🇨🇱 Chile     | 1926 |
| Campeonato Ing. José Serrato                                       | Nacional | 🇺🇾 Uruguay   | 1928 |
| Juegos Olímpicos                                                   | Uruguay  | 🇳🇱 Ámsterdam | 1928 |
| Copa del Mundo                                                     | Uruguay  | 🇺🇾 Uruguay   | 1930 |
| Campeonato Uruguayo                                                | Peñarol  | 🇺🇾 Uruguay   | 1932 |
| ------------------------------------------------------------------ | -------- | ------------ | ---- |
| Mejor jugador de la Copa América                                   |          |              | 1926 |
| 20.º puesto Mejor jugador sudamericano del siglo XX según la IFFHS |          |              | 2006 |
| 29º puesto Mejor jugador del siglo XX según la IFFHS               |          |              | 2006 |